# Airion
Airion [ɛʁjɔ̃] ist eine französische Gemeinde mit 389 Einwohnern (Stand 1. Januar 2022) im Département Oise in der Region Hauts-de-France. Sie gehört zum Arrondissement Clermont, zur Communauté de communes du Plateau Picard und zum Kanton Saint-Just-en-Chaussée.

## Geographie
Die Gemeinde Airion liegt im Tal des Flüsschens Arré, das einige Kilometer südlich in die Brèche mündet, etwa auf halbem Weg zwischen den Städten Beauvais und Compiègne an der Bahnstrecke nach Saint-Just-en-Chaussée. Zu Airion gehören die Wohnplätze Le Haras de Fitz-James im Süden, Le Châlet-d’Airion im Norden und das Gehöft Bel-Air an der D916. Airion ist Standort der Landwirtschaftsschule des Départements Oise.

## Geschichte
Die Weiler Crécy und Le Rueuil-sur-Arré wurden im Hundertjährigen Krieg zerstört. 1547 wurden die Ländereien von Airion von Pierre de la Bretonnière, dem Herrn von Warty (heute Fitz-James), erworben.

## Bevölkerungsentwicklung
| Jahr                       | 1962 | 1968 | 1975 | 1982 | 1990 | 1999 | 2006 | 2013 | 2021 |
| -------------------------- | ---- | ---- | ---- | ---- | ---- | ---- | ---- | ---- | ---- |
| Einwohner                  | 175  | 171  | 205  | 346  | 474  | 470  | 505  | 436  | 363  |
| Quellen: Cassini und INSEE |      |      |      |      |      |      |      |      |      |

## Sehenswürdigkeiten
- Kirche Sainte-Anne mit schiefem Turm[1]

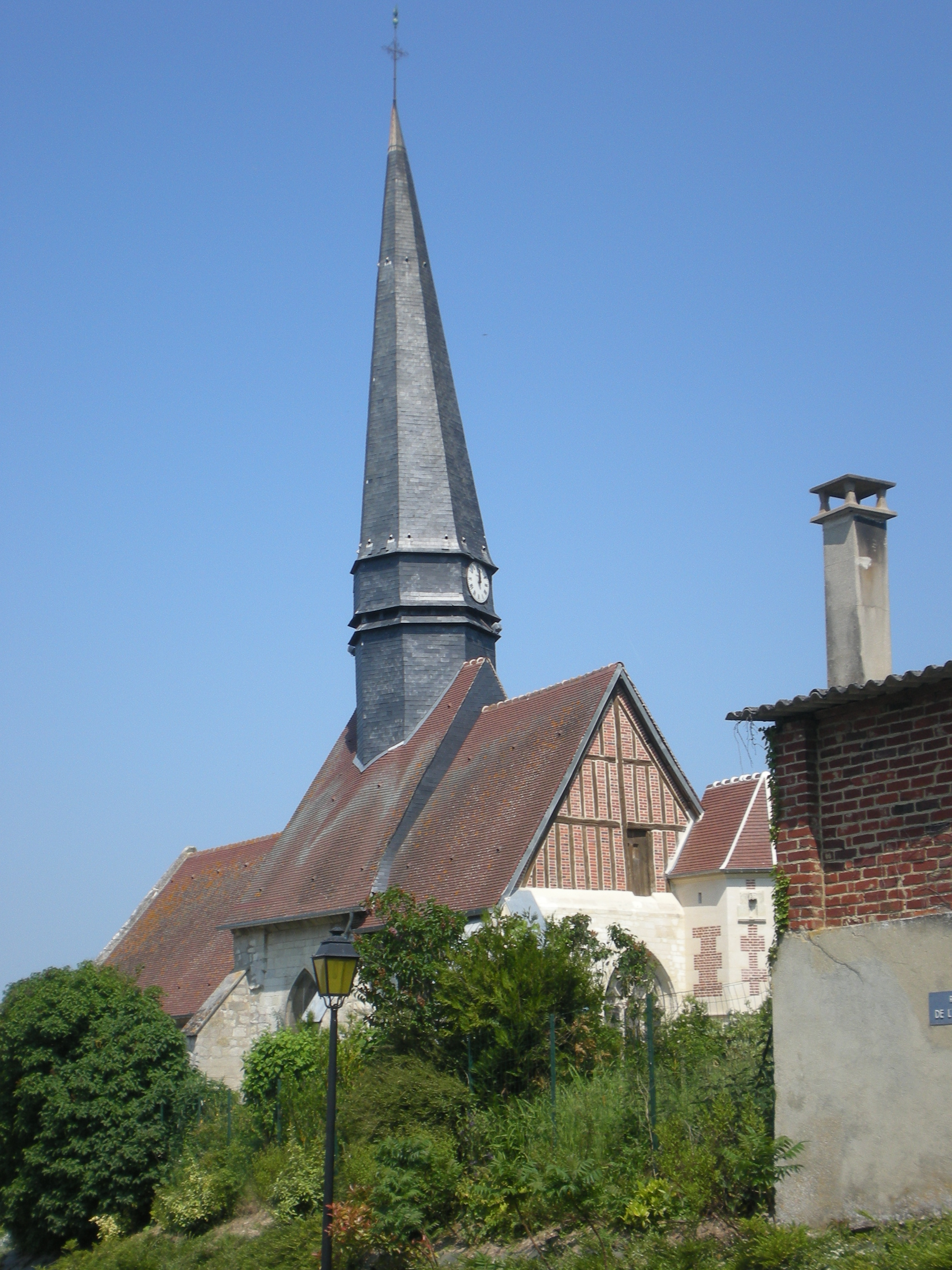
Kirche Sainte-Anne
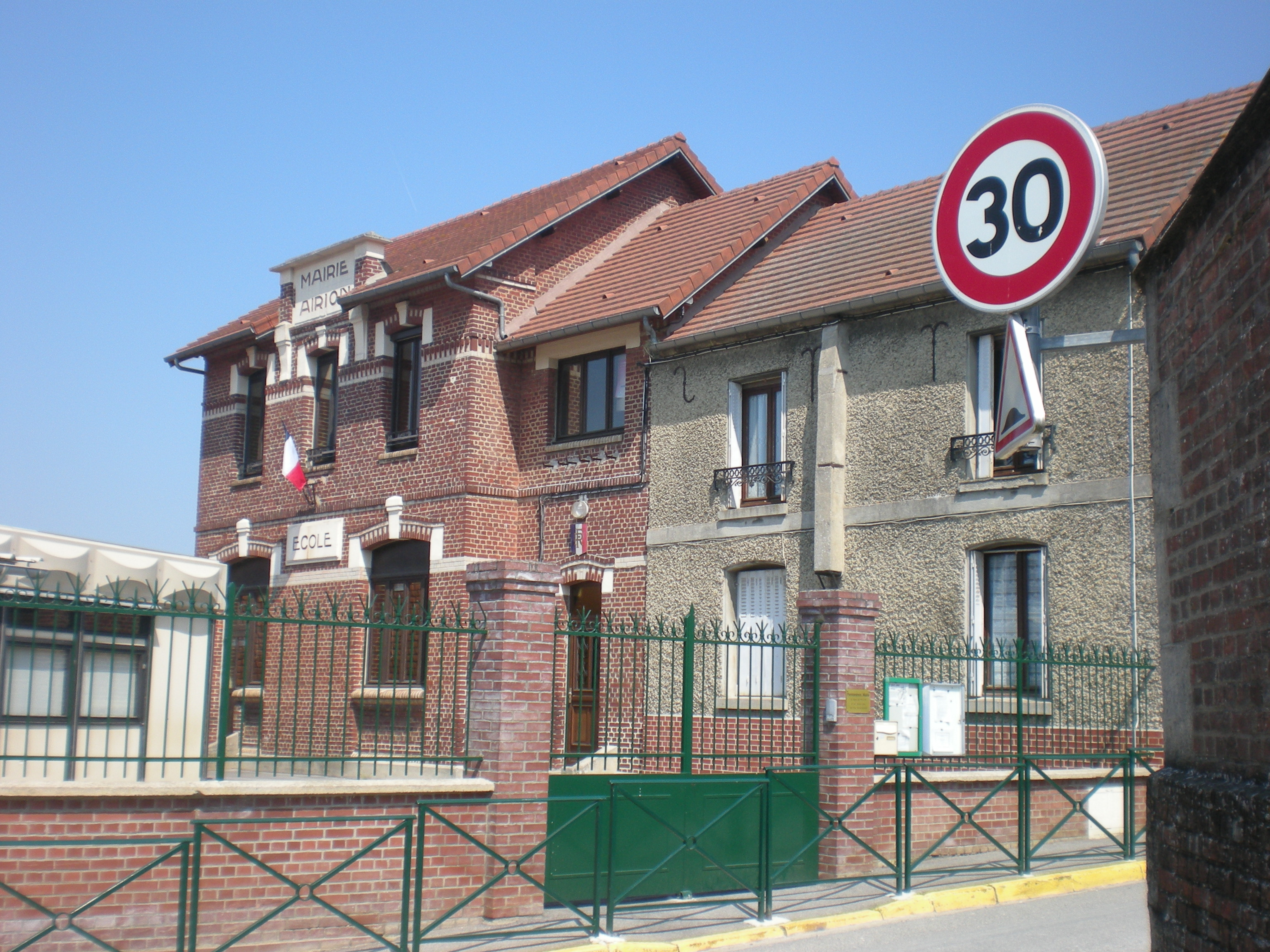
Rathaus (mairie)